# Wiesmann GT MF 4
Wiesmann GT MF 4 — спортивний автомобіль німецької компанії Wiesmann Auto-Sport. що почали випускати з 2003.

## Історія

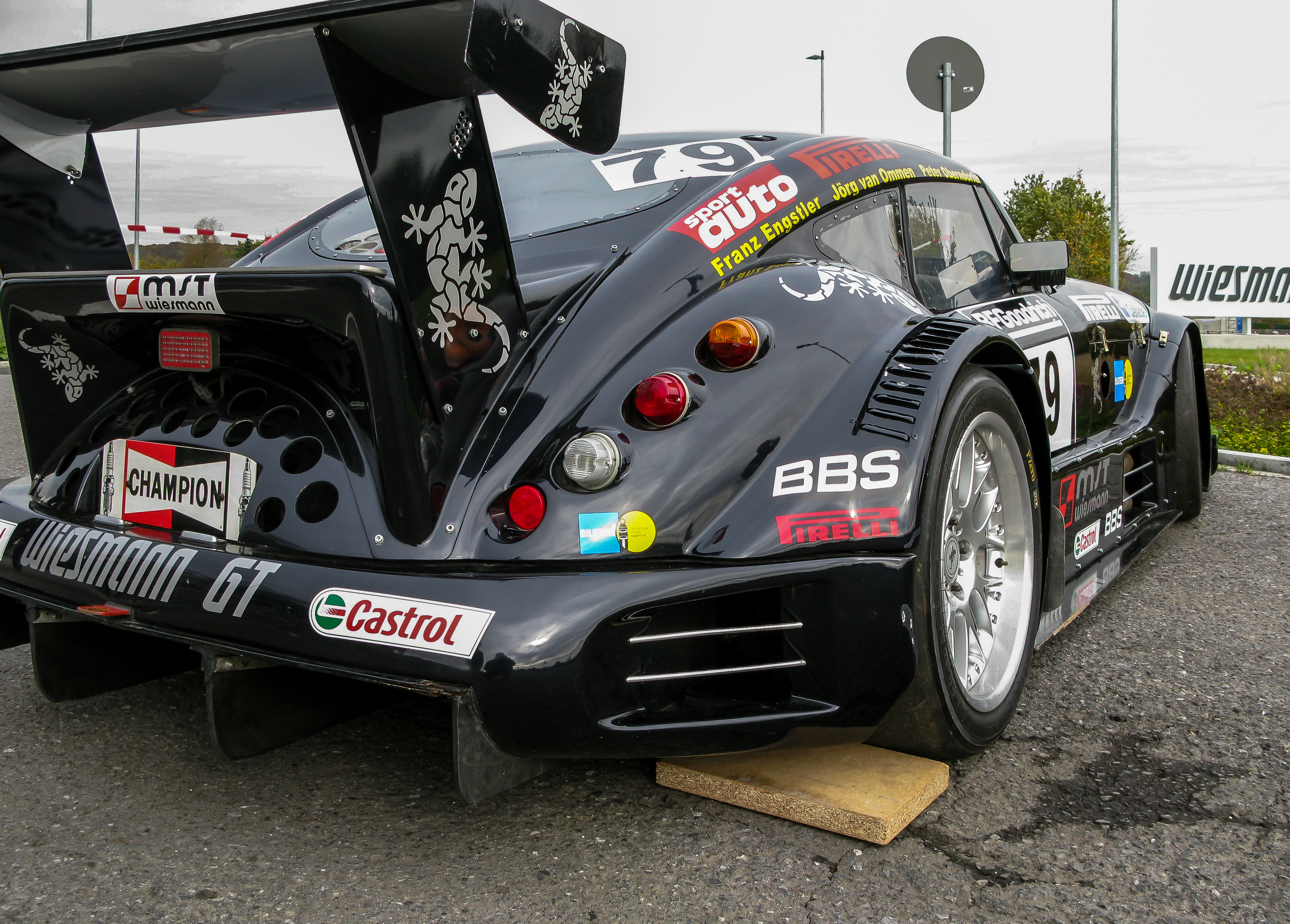
Wiesmann-Renn-GT

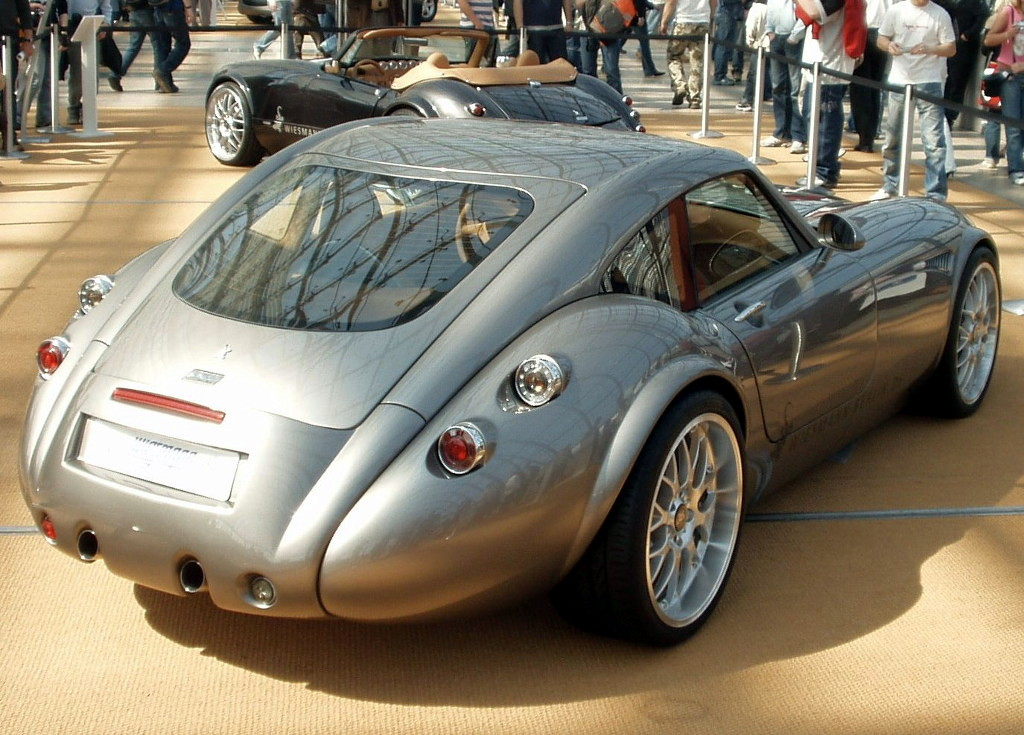
Wiesmann GT MF 4

На Франкфуртському автосалоні 2003 було презентовано першу 2-місну модель Wiesmann GT з закритим кузовом типу купе. За своїм дизайном, конструкцією шасі, мотором вона відрізнялась від попередньої моделі з кузовом родстер. Модель розробили на базі моделі Wiesmann-Renn-GT. Його алюмінієве шасі типу монокок було важчим на 110 кг і до нього кріпився багатошаровий корпус з склопластику.
На модель встановлювали V8 мотор N62B48 BMW N62 об'ємом 4799 см³ і потужністю 367 к.с. (270 кВт). GT MF 4 розвивала максимальну швидкість 290 км/год і прискорення 0-100 км/год за 4,6 секунди. З 2010 встановили мотор V8 з подвійним турбокомпресором потужністю 407 к.с. (300 кВт), який дозволяв розвивати 291 км/год і прискорення 0-100 км/год за 4,6 сек.

### Wiesmann Roadster MF4

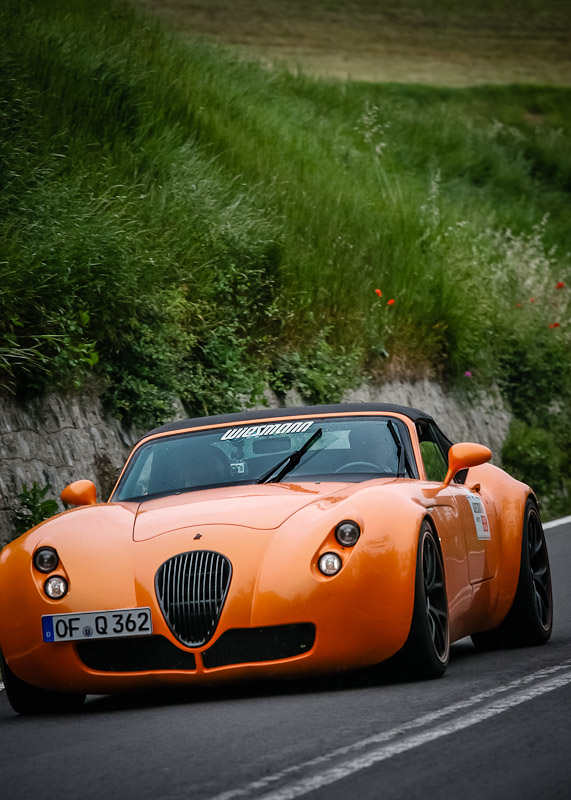
Wiesmann MF 4 на перегонах 1000 Mille Miglia. 2012

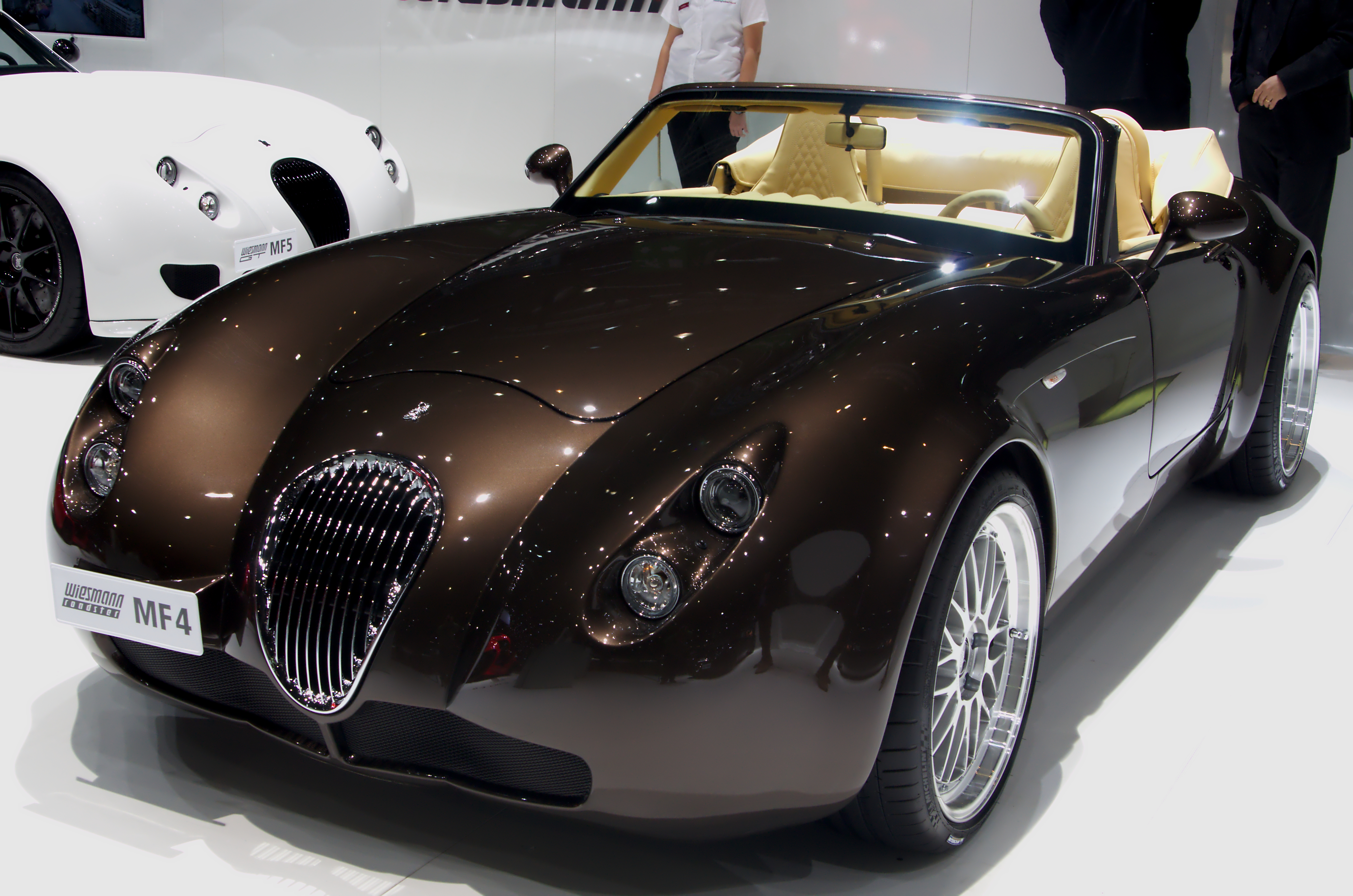
Wiesmann MF 4 на Женевському автосалоні. 2013

На Женевському автосалоні 2009 презентували модель Wiesmann MF 4 з кузовом родстер з мотором V8 об'ємом 4799 см³, потужністю 367 к.с. (270 кВт), що походив з моделі Wiesmann GT MF 4. Модель при вазі 1316 кг розвивала швидкість 290 км/год і прискорення 0-100 км/год за 4,6 секунди.
Наприкінці 2010 встановили мотор BMW V8 з подвійним турбокомпресором потужністю 300 к.с. (407 кВт) з яким авто при вазі 1390 кг розвивало швидкість 291 км/год і прискорення 0-100 км/год за 4,6 секунди.
Крім того запустили потужнішу модель MF4-S об'ємом 3999 см³ і потужністю 420 к.с. (309 кВт). Авто при масі 1310 кг розвивало швидкість 300км/год і прискорення 0-100 км/год за 4,1 секунди. Мотор доповнювала 7-ступенева коробка передач.

### Wiesmann GT MF4-S

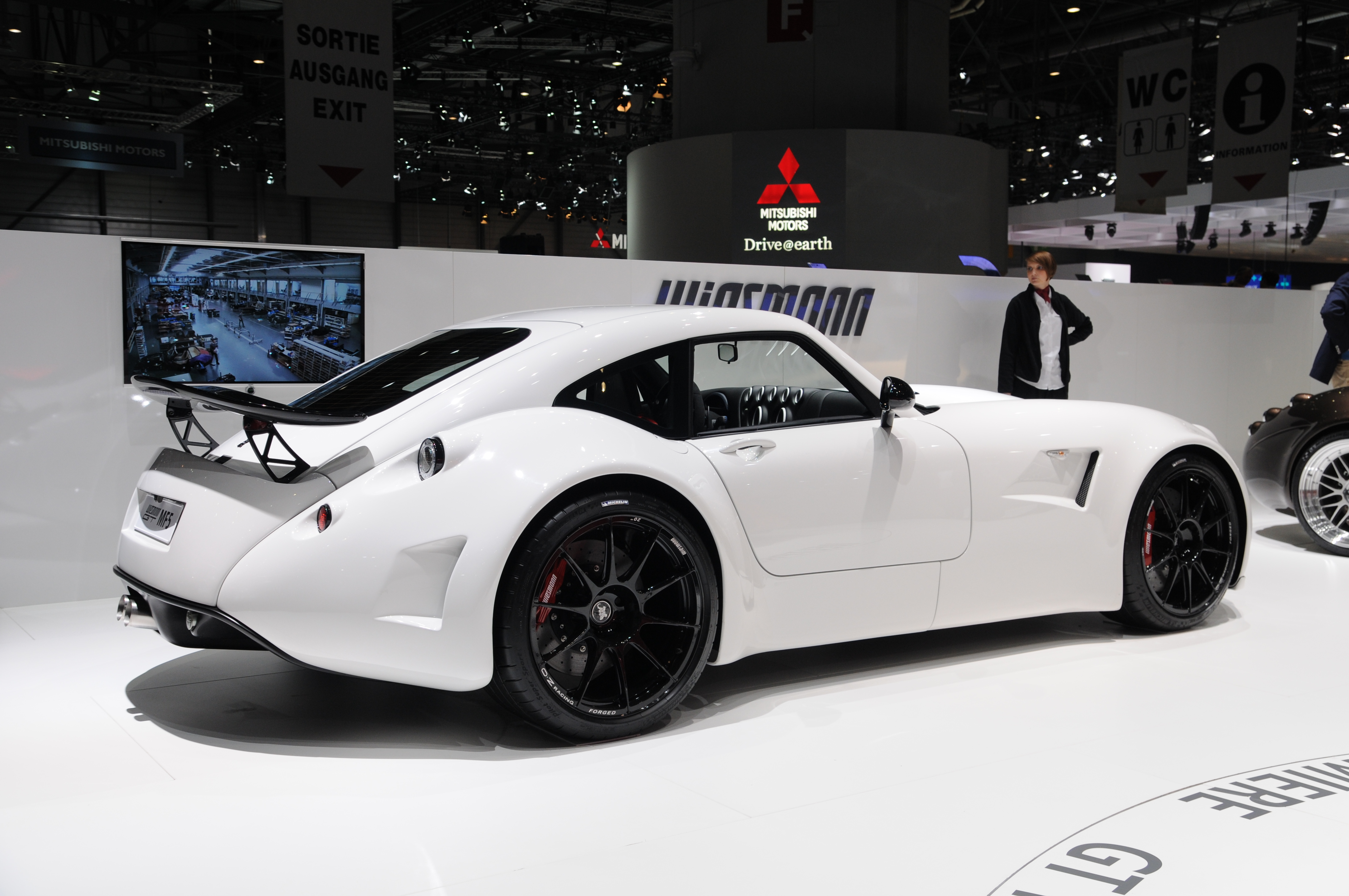
Wiesmann GT MF4-S на Женевському автосалоні. 2013

З 2010 почали виготовляти модель GT MF4-S з кузовом купе та мотором потужністю 420 к.с., об'ємом 3999 см³, що походив з моделі Wiesmann Roadster MF4. Крім нього встановлювали 7-ступеневу коробку передач. Модель була на 75 кг легшою за базову GT MF4 і розвивала прискорення 0-100 км/год за 4,4 секунди. Модель отримала ззаду антикрило.